# Овідіопольський район
Овідіопо́льський райо́н — колишня адміністративна одиниця у центрі Одеської області на південному заході України. Центр — смт Овідіополь.
Ліквідований відповідно до Постанови Верховної Ради України «Про утворення та ліквідацію районів» від 17 липня 2020 року № 807-IX.
Районна державна адміністрація припинила свою діяльність 1 квітня 2021 року.

## Географія
Овідіопольський район розташований в центрі Одеської області на південному заході України в пониззях Придністров'я. На північ від нього лежить м. Одеса, на сході — Чорне море і державний кордон України, на півдні — смт. Затока та Дністровський лиман, за яким знаходиться Білгород-Дністровський район, на заході — Біляївський район.

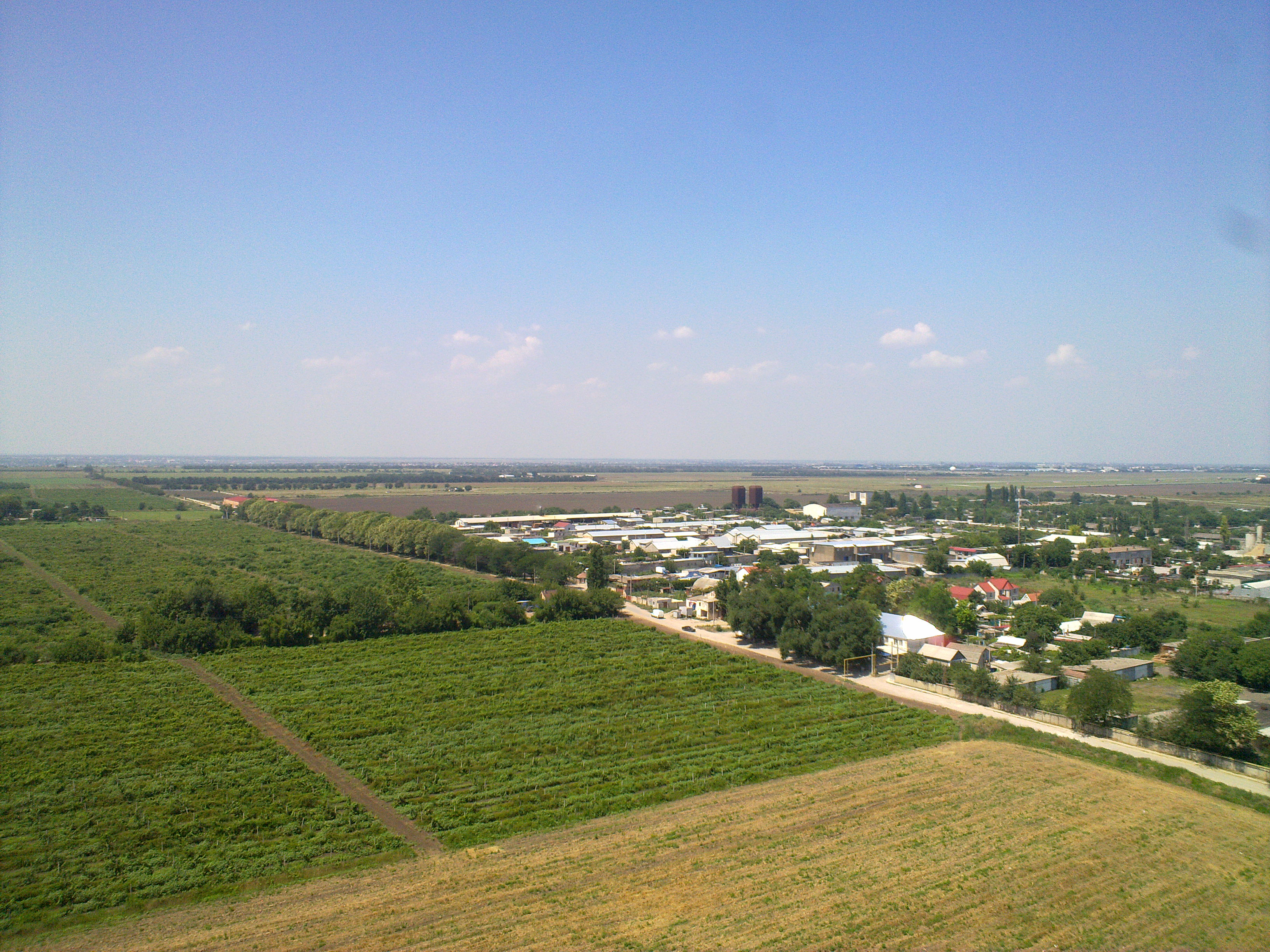
Вигляд на поля з даху будинку ЖМ Райдужний, с. Лиманка

Районним центром є селище міського типу Овідіополь, підпорядковане Овідіопольській селищній раді, що розташована на півдні району і з одного боку обмежена Дністровським лиманом. Селище розташоване на відстані 28 км від м. Одеси. Загальна площа ради становить — 10479,9 га, селища — 1268,5 га, в тому числі сільськогосподарських угідь — 6271,7 по раді і 561 га по селищу, з них: ріллі — 5717га і 385 га відповідно.
У районі 24 населених пункти, які підпорядковані 4 селищним і 16 сільським радам.
Овідіополь — селище міського типу, центр однойменного району. Розташований він на лівому березі Дністровського лиману, за 18 км від впадіння річки Дністер у Чорне море, та за 40 км від м. Одеси. Через Овідіополь пролягає автомобільний шлях Одеса-Ізмаїл.
Площа — 829,5 квадратних кілометрів. Площа сільськогосподарських угідь району становить 55 333 га.
З урахуванням природно-економічних умов району виробництво сільськогосподарської продукції характеризується вирощуванням зерна, овочів, соняшника, винограду, розвинене молочно-м'ясне виробництво.
На території району функціонують 75 сільськогосподарських підприємств різних форм власності, 290 селянських (фермерських) господарств.

## Історія

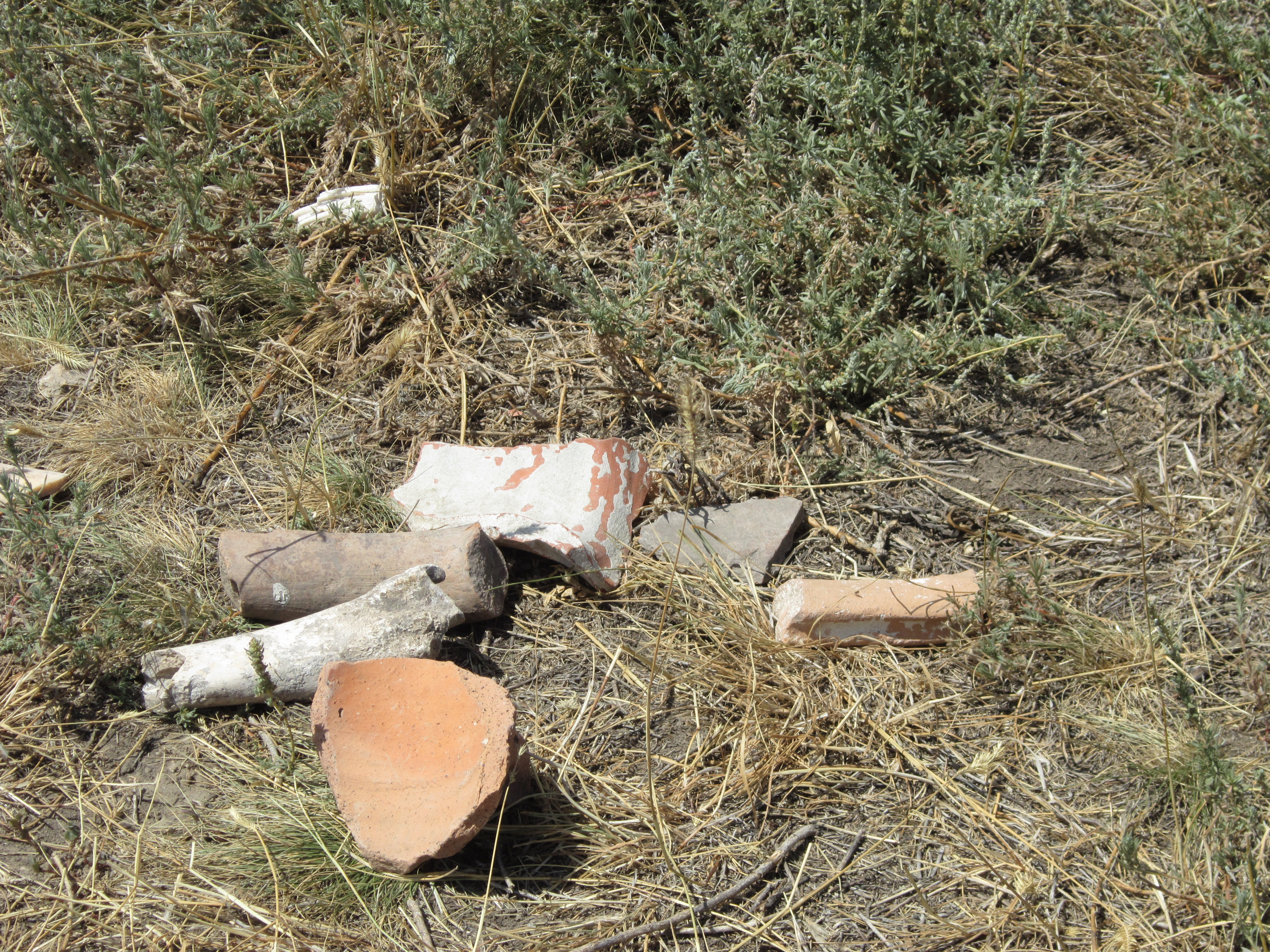
Античні знахідки Ніконію

На території сучасного Овідіополя люди жили з давніх часів. Тут виявлено залишки стародавніх поселень: два з них існували в скіфські часи (IV-ІІІ ст. до н. е.), два в сарматські часи (ІІ — ІІІ ст. н. е.), а на двох останніх знайдено рештки черняхівської культури (ІІІ-V ст. н. е.). Виник даний населений пункт наприкінці XVIII століття.
15 червня 1793 року тут було закладено фортецю, щоб захищати вхід у Дністер з Чорного моря і спорудити гавань на Дністровському лимані. Фортеця була форпостом, звідки перепинялись османські напади на Очаків і Миколаїв, а також проміжним складом вантажів між Дністром і Одесою. У 1795 році за указом Російської імператриці Катерини II, на честь давньоримського поета Публія Овідія Назона названо Овідіополем.
Будував фортецю інженер-капітан Є. Х. Фестер під керівництвом полковника Ф. П.де-Волана. Раніше ж тут було османське містечко Хаджі-Дере (Хаджидер), яке 1770 року знищили запорізькі козаки. Днем народження Овідіополя вважається 15 червня 1793 року, з моменту початку будівництва фортеці.
7 березня 1923 року було створено Овідіопольський район Одеської округи з Грос-Лібентальської волості та м. Овідіополь з центром у Овідіополі.
2 вересня 1930 року Овідіопільський район ліквідовано — сільради підпорядковані Одеській міській раді.
Овідіопольщина значно постраждала від голодомору 1932—1933 рр. і «великого терору» 1933—1937 рр.
26 березня 1939 року район відновлено у складі Овідіопольскої, Барабойської, Дальник II, Роксоланівської, Калаглейської, Олександівської, Санжейської сільрад Одеського району, та сільрад ліквідованого Спартаківського району (за винятком Фрейдентальської сільради, яка відійшла до Біляївського району).
За 1939 рік 70 передовиків сільськогосподарського виробництва стали учасниками виставки досягнень народного господарства.
На кінець 30-х років район покращав, поліпшився благоустрій його населених пунктів. Закінчилася електрифікація і радіофікація райцентру. Електрифікація району була проведена після війни. Зріс обсяг, підвищився добробут людей, відбулись позитивні зміни в культурному рівні жителів.
На лютий 1940 року в районі діяли 28 шкіл, в кожному селі відкрилися клуби. Зміцненню здоров'я людей сприяла спортивна база, проведено 10 воєнізованих походів.
Особливістю воєнних дій для Овідіопольщини було те, що тут наступ вели не тільки війська Німеччини, а й їх союзників — румунської армії. Овідіопольський район було звільнено після дводенних боїв 13 квітня 1944 року.
За роки війни була підірвана матеріальна база промислового і сільськогосподарського виробництва, багато людей втратили житло. На листопад 1946 року в районі в основному були відбудовані господарства, радгоспи, МТС, збудована машинно-тракторна майстерня, млини; відбудовувалися культурно-освітні заклади, школи.

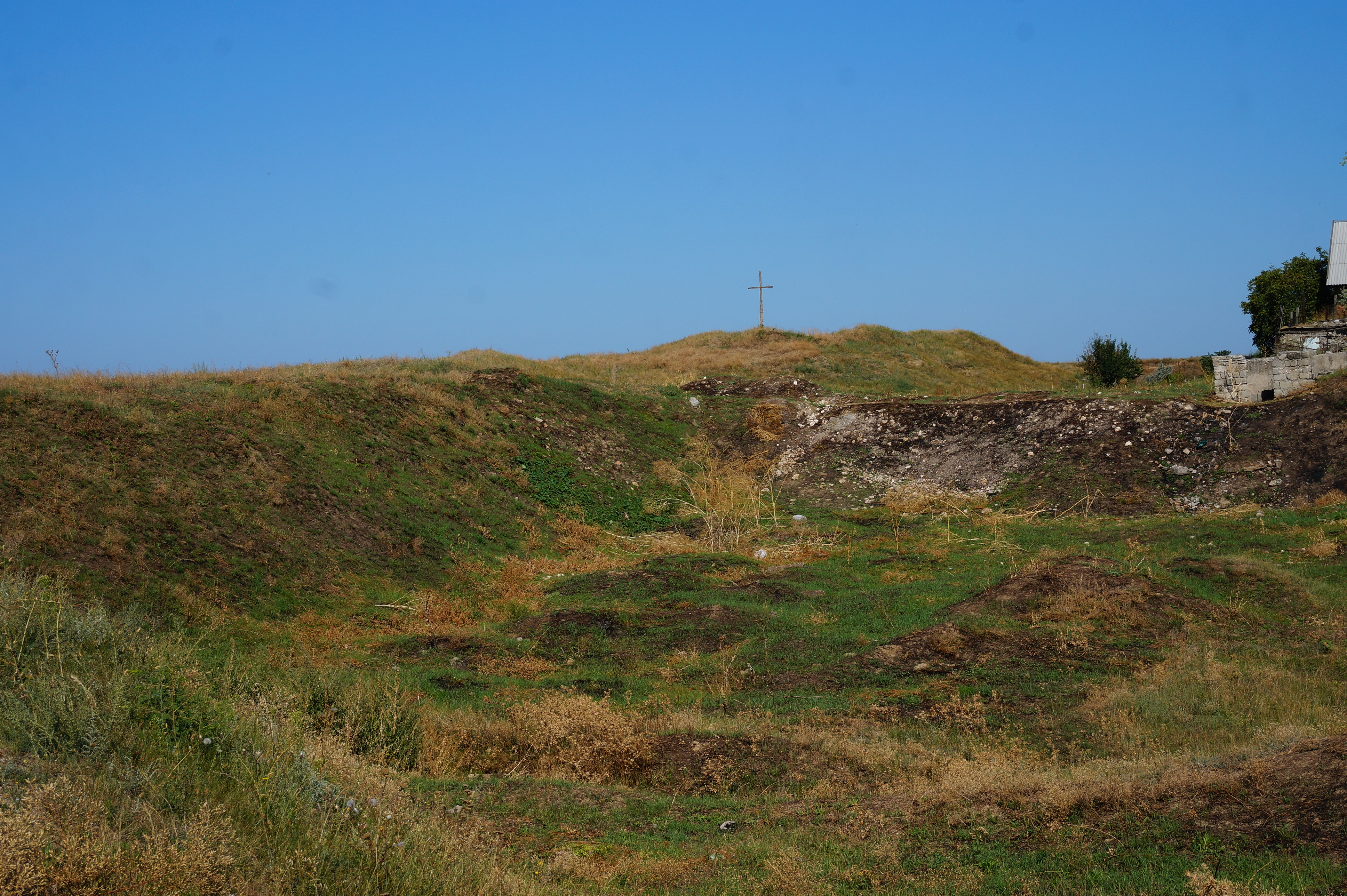
Городище Аджидере

Колгоспи Овідіопольщини за 1953—1958 рр. в цілому збільшили валовий збір зерна на 40 %, у два рази зросло поголів'я великої рогатої худоби. Багато трудівників нагороджені урядовими орденами і медалями, за високі досягнення в розвитку сільськогосподарського виробництва удостоєні звання Героя Соціалістичної праці — 7 чоловік.
Інтенсивно йшло житлове будівництво, як індивідуальне, так і багатоквартирних будинків. Будувалися господарські об'єкти, хлібоприймальні пункти, приміщення виробничого та переробного характеру. За перше півріччя 1960 року в районі відремонтовано 24,5 км доріг, висаджено 40 тис. дерев і кущів.
У 1962 році Овідіопольський район був ліквідований і входив до складу Біляївського. В грудні 1966 року — район поновлений. Відбулися зміни в побуті жителів. За 1970–1977 рр.введено в дію 12 нових майстерень, в тому числі — 5 пересувних, мережа приймальних пунктів. Поліпшився зв'язок району з селом. 1976–1980 рр. змонтовано ряд нових станцій в селах району. Приділялася велика увага медичному обслуговуванню населення району.

### Резонансне вбивство у 2016 році
29 грудня в Овідіопольському районі сталося подвійне вбивство — жінці та її дочці відрізали голову. Місцеві жителі з рушницями шукають вбивцю, натомість міністр МВС знаходиться в Мілані і ніяк не коментує ситуацію.

## Населення
Розподіл населення за віком та статтю (2001)
| Стать | Всього | До 15 років | 15-24 | 25-44 | 45-64 | 65-85 | Понад 85 |
| --- | ------ | ----------- | ----- | ----- | ----- | ----- | -------- |
| Чоловіки | 28 469 | 5985        | 4749  | 8896  | 6850  | 1927  | 62       |
| Жінки | 31 875 | 5511        | 4753  | 9500  | 8199  | 3666  | 246      |
| \| Статево-вікова піраміда \| Статево-вікова піраміда \| Статево-вікова піраміда \| \| ----------------------- \| ----------------------- \| ----------------------- \| \| Чоловіки \| Вік \| Жінки \| \| 62 \| 85 + \| 246 \| \| 94 \| 80-84 \| 343 \| \| 296 \| 75-79 \| 807 \| \| 649 \| 70-74 \| 1228 \| \| 888 \| 65-69 \| 1288 \| \| 1698 \| 60-64 \| 2166 \| \| 1081 \| 55-59 \| 1459 \| \| 1833 \| 50-54 \| 2125 \| \| 2238 \| 45-49 \| 2449 \| \| 2336 \| 40-44 \| 2706 \| \| 2238 \| 35-39 \| 2449 \| \| 2032 \| 30-34 \| 2104 \| \| 2290 \| 25-29 \| 2241 \| \| 2290 \| 20-24 \| 2301 \| \| 2459 \| 15-20 \| 2452 \| \| 2526 \| 10-14 \| 2346 \| \| 1842 \| 5-9 \| 1736 \| \| 1617 \| 0-4 \| 1429 \| |        |             |       |       |       |       |          |
| Статево-вікова піраміда |        |             |       |       |       |       |          |
| Чоловіки | Вік    | Жінки       |       |       |       |       |          |
| 62 | 85 +   | 246         |       |       |       |       |          |
| 94 | 80-84  | 343         |       |       |       |       |          |
| 296 | 75-79  | 807         |       |       |       |       |          |
| 649 | 70-74  | 1228        |       |       |       |       |          |
| 888 | 65-69  | 1288        |       |       |       |       |          |
| 1698 | 60-64  | 2166        |       |       |       |       |          |
| 1081 | 55-59  | 1459        |       |       |       |       |          |
| 1833 | 50-54  | 2125        |       |       |       |       |          |
| 2238 | 45-49  | 2449        |       |       |       |       |          |
| 2336 | 40-44  | 2706        |       |       |       |       |          |
| 2238 | 35-39  | 2449        |       |       |       |       |          |
| 2032 | 30-34  | 2104        |       |       |       |       |          |
| 2290 | 25-29  | 2241        |       |       |       |       |          |
| 2290 | 20-24  | 2301        |       |       |       |       |          |
| 2459 | 15-20  | 2452        |       |       |       |       |          |
| 2526 | 10-14  | 2346        |       |       |       |       |          |
| 1842 | 5-9    | 1736        |       |       |       |       |          |
| 1617 | 0-4    | 1429        |       |       |       |       |          |

За переписом 2001 року розподіл мешканців району (включно з райцентром) за рідною мовою був наступним:
- українська — 69,64 %
- російська — 27,76 %
- молдовська — 0,83 %
- болгарська — 0,50 %
- вірменська — 0,35 %
- білоруська — 0,30 %
- гагаузька — 0,13 %
- циганська — 0,06 %
- німецька — 0,05 %

У районі 26 населених пунктів, які підпорядковані 4 селищним і 16 сільським радам.
Чисельність наявного населення району на 1 грудня 2010 року становила 70,4 тис. чол. В структурі населення 53,4 % є економічно активним у віці 15-70 років. Серед економічно активного населення — 98,3 % зайняті різними видами економічної діяльності.
Беручи до уваги специфіку Овідіопольського району, найбільшу питому вагу серед зайнятого населення займають сільське господарство — 24,1 %, промисловість — 12,9 %, будівництво — 4,7 %, невиробнича сфера (освіта, культура, мистецтво, інші галузі) — 56,6 %.
На території району проживають особи 73 національностей і народностей. Понад три чверті всього населення — 78,6 % — становлять українці.
Станом на січень 2015 року кількість мешканців району становила 77 278 осіб, з них міського населення — 32 107, сільського — 45 171 осіб.

## Пам'ятки та пам'ятники

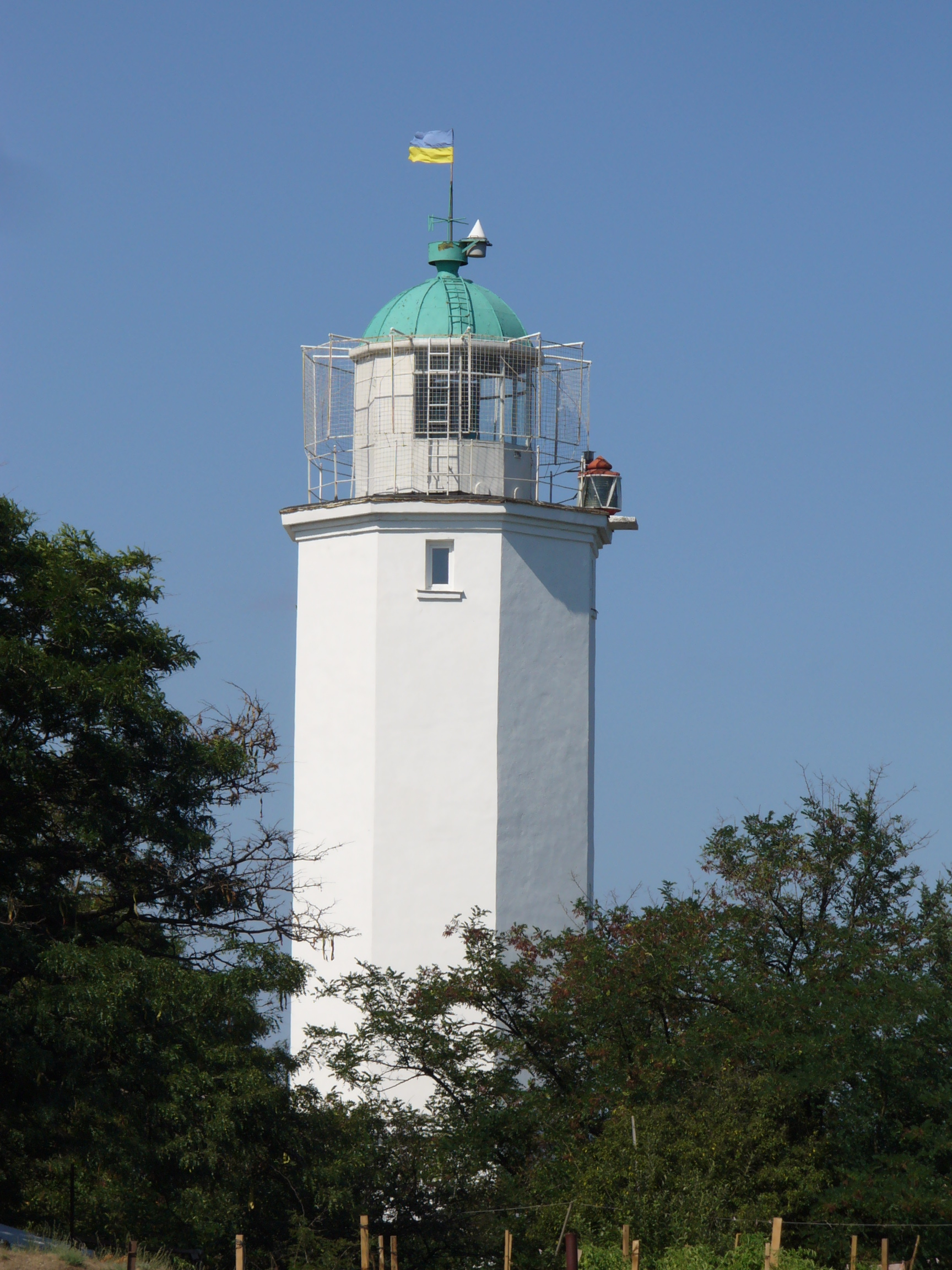
Санжєйський маяк

Містечка та села, сільськогосподарські угіддя та промислові підприємства, прекрасні пляжі курортів та мальовничі кручі, багатий рослинний і тваринний світ, різноманітні пам'ятки старовини: кургани, городища, залишки поселень та стоянок різних епох, оборонні споруди — всі це зустрілось в просторі і часі.
Прикрасою містечка Овідіополь на березі лиману є пам'ятник Овідію, скульптора і нашого земляка з села Роксолани, Миколи Миколайовича Степанова.
В Овідіопольському районі знаходяться такі архітектурні пам'ятники: Свято-Миколаївська церква — 1830 р. (смт. Овідіополь), кірха — 1860 р. (смт. Великодолинське), церква Святого Миколая — 1880 р. (с. Калаглія), кірха — XIX ст. (с. Мар'янівка), кірха — кін. XIX ст. (с. Новоградківка), маяк Санжійський 1921 р. (с. Санжійка).
Крім того, є багато пам'ятників, споруджених на честь знаменних дат, воїнам, які загинули у німецько-радянській війні: смт. Овідіополь (центр, Козацьке поле), с. Прилиманське, с. Сухий Лиман, с. Надлиманське, с. Роксолани.

## Медицина
Мережа медичних установ району налічує 2 лікарні на 300 ліжок, 10 лікарських амбулаторій, 14 фельдшерсько-акушерських пунктів, 2 стоматологічні та районна поліклініки, 3 відділення швидкої допомоги, аптеки та аптечні пункти. Кількість працюючих у лікарнях — 399 чол., в тому числі 112 — лікарів.
Фінансування у 2007 році склало 17929,5 тис. грн.

## Освіта

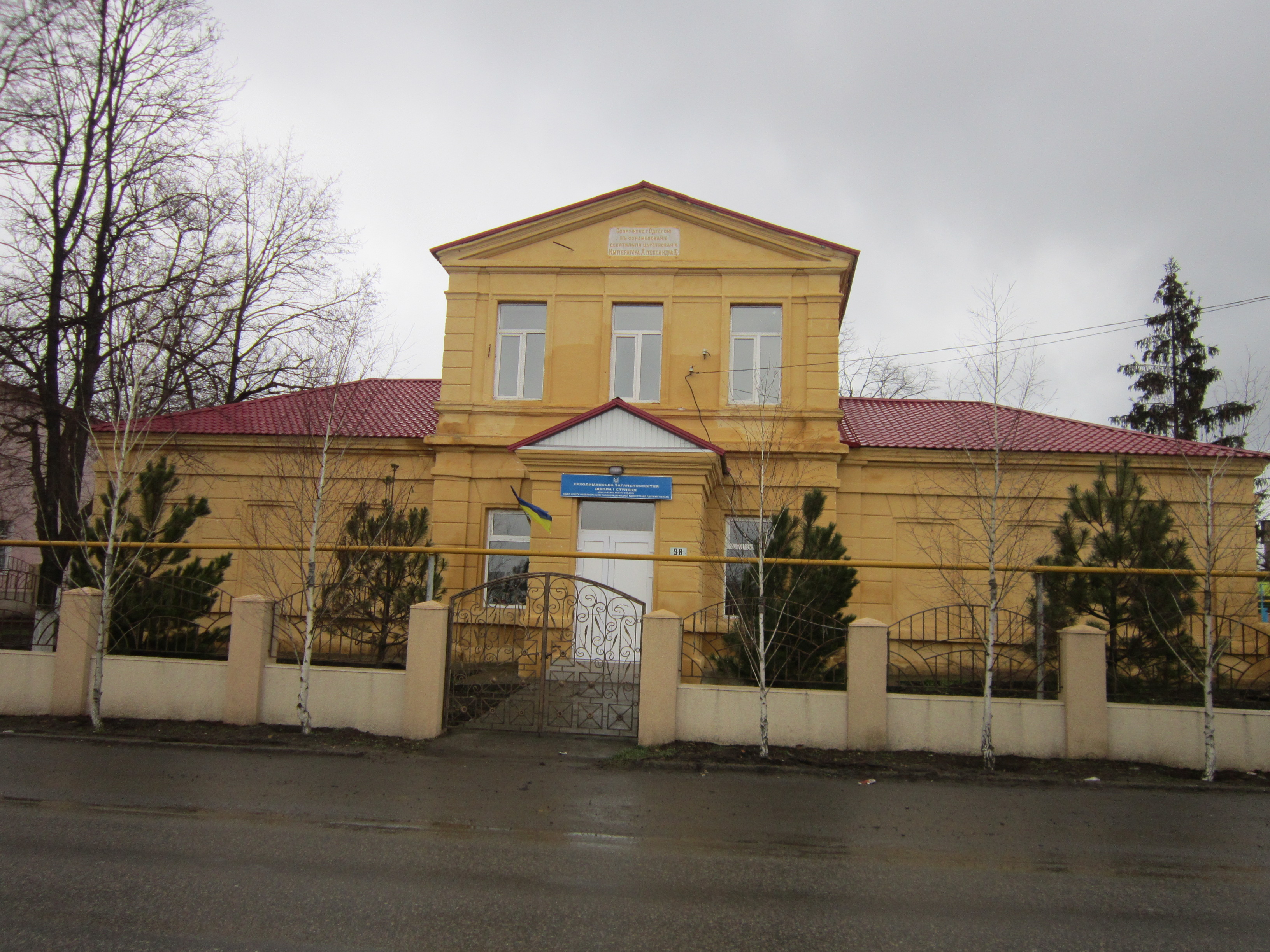
Будівля школи у с. Сухий Лиман

В районі 21 школа І-ІІІ ступенів, 2 загальноосвітні школи І ступеня і 4 позашкільні навчально-виховні заклади (ДЮСШ № 1, № 2, Будинок творчості дітей та юнацтва, районна станція юних техніків).
Мережа дошкільних закладів становить 24 дитячих садка, де виховується 1512 дітей. В 23-х школах району працює 670 учителів, навчається 6924 учня. Гаряче харчування з дотриманням діючих норм, що відповідають фізіологічним потребам дітей, організовано в 14 школах району, а учні 9 шкіл користуються буфетною продукцією (булочка, чай, бутерброди, вітамінізовані напої). Охоплено всіма видами харчування 4324 дитини, що становить 49,0 % загальної кількості учнів.
У загальноосвітніх навчальних закладах району нараховується 32 комп'ютерні класи. В системі супутникового зв'язку Інтернет працюють Великодолинський НВК «ЗОШ І-ІП ступенів-гімназія» та ё Калаглійська ЗОШ. Вихід до мережі Інтернет мають 6 шкіл, районна станція юних техніків.

## Спорт
Фізкультурно-оздоровчою діяльністю в районі займаються КП Палац спорту ім. В. І. Дукова, дитячо-юнацькі спортивні та загальноосвітні школи.
В двох дитячо-юнацьких спортивних школах працює 32 тренери, де 1245 учнів займаються боротьбою дзюдо, гандболом, волейболом, футболом, баскетболом, кульовою стрільбою. Спортсмени ДЮСШ беруть участь в обласних та республіканських змаганнях.
Дворазова чемпіонка Олімпійських ігор, чемпіонка світу, заслужена майстер спорту, завідувачка кафедри фізичного виховання, доцент Київського державного університету Т. Макарець-Кочергіна є Вихованкою Овідіопольської гандбольної школи.
Спортсмени з важкої атлетики, а саме: срібний призер Олімпійських ігор, чемпіон світу Ігор Разорьонов, чемпіон Європи Олексій Колокольцев, Паратова Юлія, Довгаль Юлія — завоювали ліцензії на Олімпіаду 2008 року в м. Пекін (Китай).

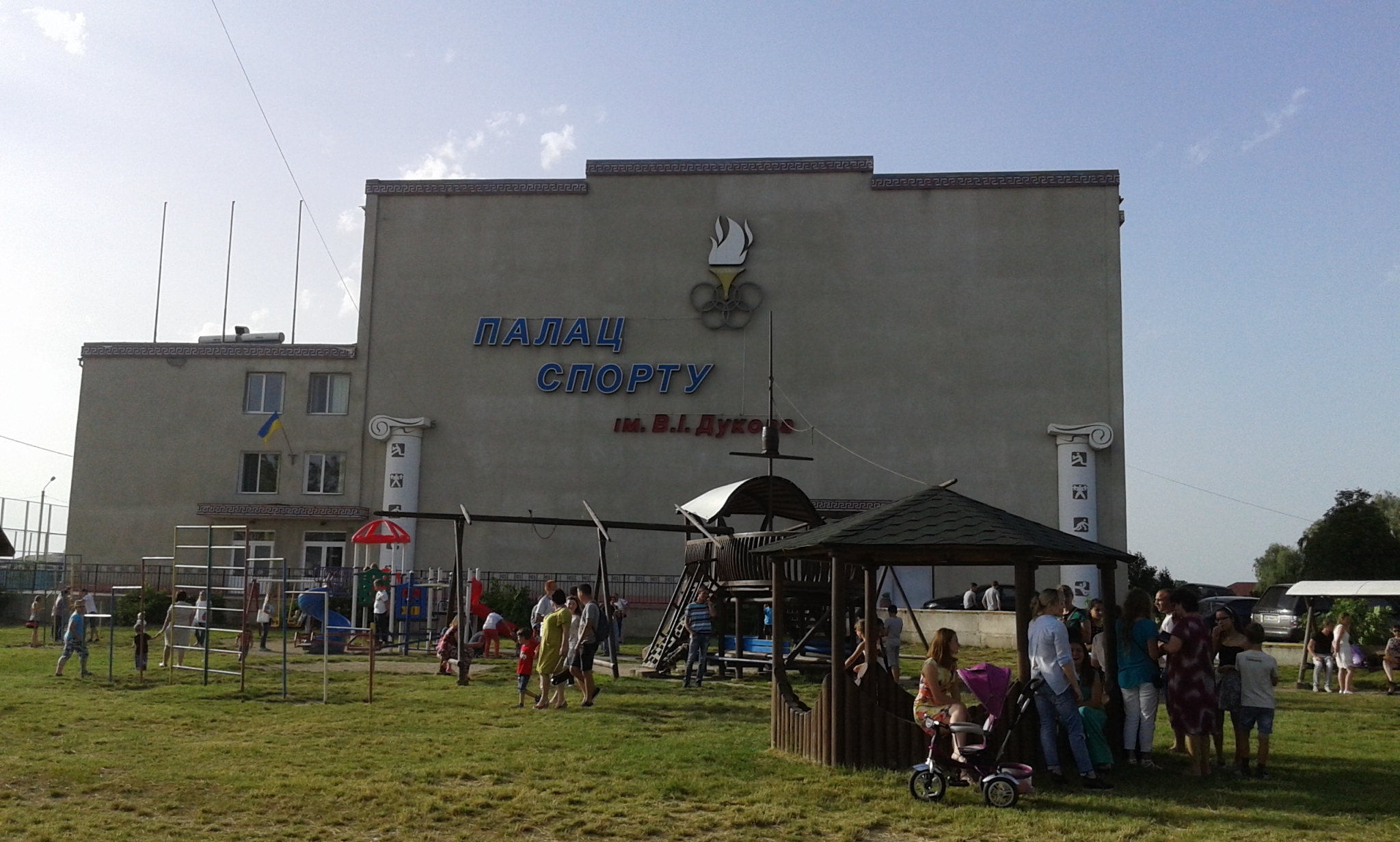
Палац спорту в Овідіополі

Професійний футбольний клуб «ДНІСТЕР» бере участь у чемпіонаті України в першій лізі, а гандбольна команда «Ніконія» бере участь в першості України вища ліга.
Команда «Овідій» з міні-футболу — чемпіон Одеської області 2007 року.
Команда ветеранів Овідіопольського району чемпіон Одеської області з міні-футболу 2007 року та срібний призер 2008 року.
Серед вихованців району:
- Нелєдва Максим, мешканець с. К.Бугаз — триразовий чемпіон світу з Таїландського боксу та чемпіон Східної Європи по версії К-1;
- чемпіони світу в Голівуді Біла Інна та Панченко Максим з спортивних танців;
- Малиновська Ганна — шестиразова чемпіонка України з художньої гімнастики в групових вправах;
- Грищук Денис — бронзовий призер першості України з легкої атлетики, член збірної команди України.

## Культура
На території Овідіопольського району діють 19 клубних закладів, 24 бібліотеки, 5 дитячих шкіл естетичного виховання, 1 історико-краєзнавчий музей. В закладах культури працюють 72 клубних формування, 8 колективів із званням «народний» та 3 клуби за інтересами: шанувальників українського слова при районній бібліотеці та «А життя триває» при Овідіопольському селищному і Новоградківському сільському будинках культури.
При районному будинку культури працюють: самодіяльний народний хор «Райдуга», дитяча студія естрадного співу «Джельсоміно», хореографічний ансамбль «Гольфстрім», фольклорний ансамбль «Витребеньки», інструментальний ансамбль «Наддністрянські музики», народний вокальний ансамбль «Черемшина».
Представники району беруть участь у міжнародних, всеукраїнських і обласних конкурсах.

## Туризм

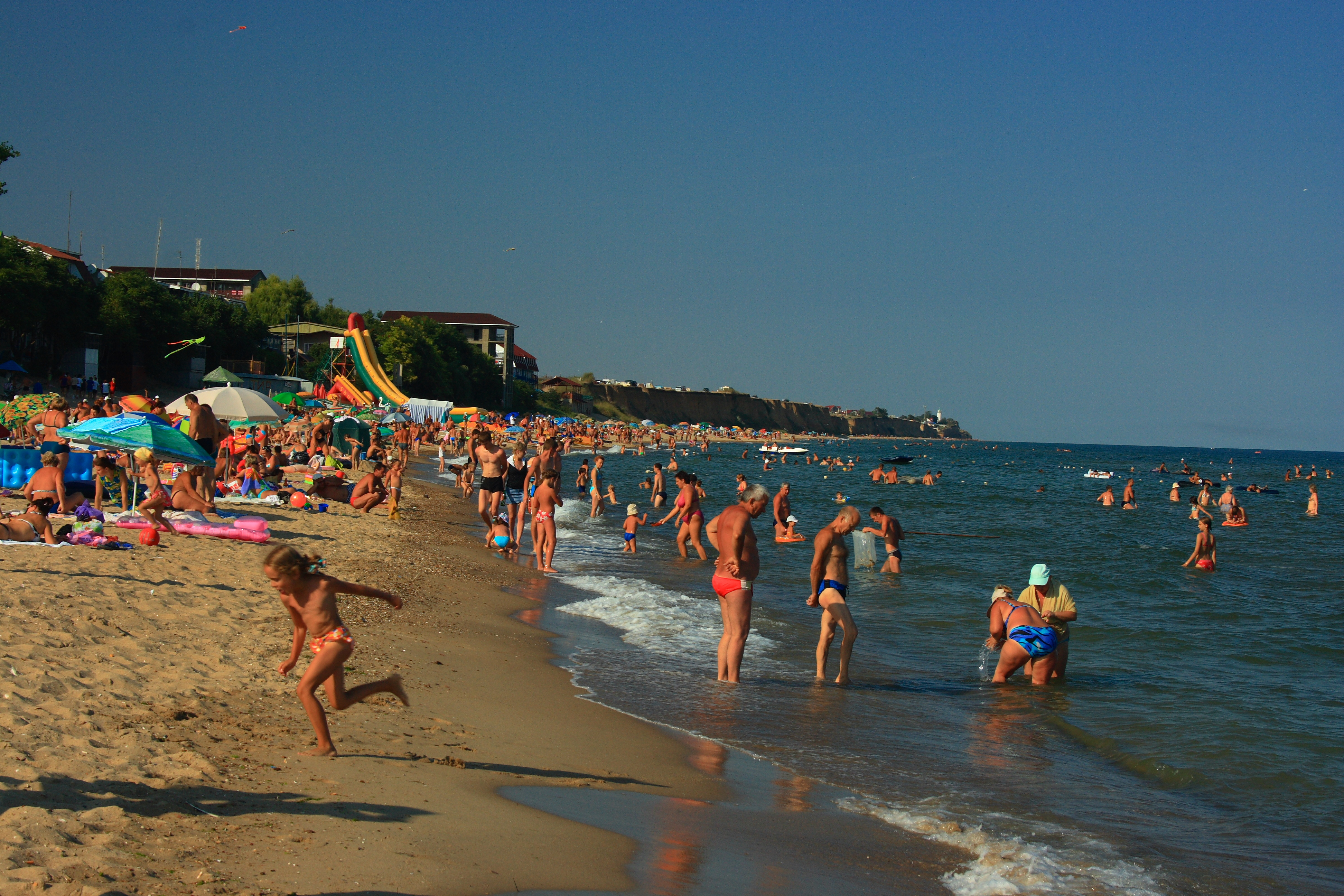
Пляж у с. Грибівка

В районі для забезпечення виконання основних напрямків і форм діяльності районної державної адміністрації, органів виконавчої влади і місцевого самоврядування, подальшого й ефективного функціонування туристичної галузі, правового, організаційного, управлінського, економічного та інформаційного середовища розроблена й затверджена Програма розвитку туризму і курортно-рекреаційної галузі на 2003—2010 роки.
Всього в районі близько 60 туристичних закладів, у тому числі — 50 баз відпочинку, 3 туристично-готельних комплекси, 3 дитячих оздоровчих табори, реабілітаційний центр «Шураві», військово-спортивно-мисливська база «Сокіл», наметове містечко, кемпінг, студентський спортивно-оздоровчий табір «Чайка», в яких у літній період можуть одночасно розміщатись близько 15 тисяч відпочиваючих.
Заклади відпочинку знаходяться на золотистих піщаних пляжах південного Чорноморського узбережжя, розміщені в екологічно чистому районі Чорного моря за 20 км від перлини півдня — м. Одеси, за 8 км від всесвітньо відомих морського і рибного портів (м. Іллічівськ), за 30 км від найдавнішої фортеці Акерман (м. Білгород-Дністровський), за 12 км від районного центру Овідіополь (на стародавній землі поета Овідія), відомого всім "Промтоварного ринку «7км», поблизу Дністровського лиману і водно-гребної бази на Сухому лимані, за 10 км від Інституту виноградарства и виноробства ім. В. Е. Таїрова, заснованого в 1905 році, який має винні підвали і унікальні колекції Таїровських вин з дегустаційним залом.
Для надання туристичних послуг і забезпечення зручностей для туристів у літний період працюють понад 80 культурно-побутових, спортивних і торговельних об'єктів: ресторани, кафе, бари, ринок з продажу продовольчих і промислових товарів; дискотеки, відеотеки, ігрові та інші заклади, аквапарк, дитячі майданчики з атракціонами.
В курортно-рекреаційній території діють 17 артсвердловин.

## Охорона природи
На території району створено ботанічний заказник загальнодержавного значення Дальницький.

## Політика
25 травня 2014 року відбулися Президентські вибори України. У межах Овідіопольського району було створено 37 виборчих дільниць. Явка на виборах складала — 44,76 % (проголосували 25 292 із 56 507 виборців). Найбільшу кількість голосів отримав Петро Порошенко — 47,41 % (11 992 виборців); Сергій Тігіпко — 15,64 % (3 955 виборців), Юлія Тимошенко — 8,54 % (2 161 виборців), Вадим Рабінович — 6,62 % (1 674 виборців), Олег Ляшко — 3,82 % (966 виборців). Решта кандидатів набрали меншу кількість голосів. Кількість недійсних або зіпсованих бюлетенів — 2,86 %.